# Вологда в её старине
«Во́логда в её старине́» — книга о памятниках художественной и архитектурной старины Вологды и её ближайших окрестностей, написанная искусствоведом Г. К. Лукомским при участии других членов Северного кружка любителей изящных искусств, впервые вышедшая в свет в 1914 году и несколько раз переизданная в 1980-е и 1990-е годы. Одно из наиболее полных справочных изданий по архитектуре и один из популярных путеводителей по Вологде.

## История
Книга «Вологда в её старине» была подготовлена и издана благодаря сотрудничеству искусствоведа Г. К. Лукомского и членов Северного кружка любителей изящных искусств (СКЛИИ) — культурно-просветительского общества, основанного художниками и представителями интеллигенции, и просуществовавшему в Вологде с 1906 по 1920 годы.
Северный кружок любителей изящных искусстве в 1913 году организовал в Вологде чтение лекций по истории русской архитектуры. Эти лекции, прочитанные Г. К. Лукомским, вызвали идею об издании книги о «вологодской старине» — памятниках архитектуры и истории, декоративного и церковного искусства в Вологде. Члены Кружка отнеслись очень сочувственно к предложенной идее, и на общем собрании 26 мая 1913 года решено было приступить к изданию книги в 1914 году. В течение лета 1913 года членами кружка было сделано несколько сот фотографий памятников местной и окрестной старины; были собраны исторические и библиографические сведения.
В работе по собиранию материала и подготовке его к печати особенно значительное участие приняли председатель кружка Е. Н. Волкова, члены кружка искусствоведы С. С. Перов, И. В. Евдокимов, Н. С. Серова и С. Р. Эрнст. Члены кружка К. И. Беляев, Л. А. Коноплёва, Ю. Ф. Лузан, Л. А. Масленникова, В. И. Никуличев, Е. К. Саблина помогли изданию сообщением некоторых сведений. Содействие и сочувствие изданию было оказано со стороны вологодского епископа Александра, предводителя дворянства А. Н. Неелова и городского головы Н. А. Волкова. Значительное количество фотографий было сделано художником Н. П. Дмитревским, Б. А. Перфильевым, вологодским фотографом Л. В. Раевским и самим Г. К. Лукомским.
Книга была выпущена в Петроградском издательстве «Сириус», клише подготовлены в издательстве «Голике и Вильборг». Книга вышла в свет в начале октября 1914 года двумя изданиями по 1000 экземпляров каждое: на лучшей мелованной бумаге и на глазированной веленевой. Размер книги составил 365 страниц вместо запланированных 250, количество фотографий — 195 вместо запланированных 75. В связи с чем стоимость 1 экземпляра на мелованной бумаге была заявлена в 3 рубля 75 копеек (вместо запланированных 3 рублей), 1 экземпляра на веленевой бумаге — 3 рубля (вместо 2 рублей). Издание книги легло тяжким бременем на бюджет СКЛИИ — из необходимых 4000 рублей у кружка было 300 рублей собственных средств. Е. Н. Волковой пришлось выдать типографии Сириус свои личные векселя в обеспечение долга кружка. За первый год продажи удалось выручить 2371 рубль 13 копеек.

Дарственная подпись председателя СКЛИИ Е. Н. Волковой на форзаце экземпляра, подаренного С. А. Брянчаниновой
Титульный лист книги «Вологда в её старине». Стилизация под скоропись. Художник С. В. Чехонин

## Позиция авторов и задачи издания
Издание преследовало цель изучить, описать и открыть для широкой публики, в том числе, вологодской, красоту и историческую ценность местных художественных и архитектурных памятников. Вскоре после выхода книги кружок приступил к составлению регистра архитектурных памятников вологодского края.
По утверждению одного из ведущих исследователей архитектуры Вологодской области, Уильяма Брумфилда, «для таких эстетов, как Лукомский, который в 1914 году опубликовал книгу о Вологде, такие города русской провинции представляют идеал архитектурной гармонии». Г. К. Лукомский, предваряя книгу, недвусмысленно высказывал своё восхищение прошлым русской, и в частности, вологодской архитектуры:

…как неразрывно связано было когда-то с жизнью художественное строительство Вологды, и как значителен был запас художественной энергии у жителей её: почти всё, что воздвигнуто не позднее 75-100 лет тому назад, носит на себе отпечаток подлинной красоты…
— Лукомский Г. К. Вологда в её старине. Вместо предуведомления
…в то время как настоящее и будущее представлялось авторам безрадостным:

Бывают, конечно, моменты, когда и в наше время с особенной силой можно почувствовать необходимость этой красоты строительства. И мы знаем об этой необходимости, мы не можем себе представить, что было бы, если бы от нас отняли всю эту, созданную веками и предшественниками, строительную красоту, но мы бессознательно, и потому неблагодарно, пользуемся, однако, ею и при том мы не создаем ничего приближающегося, по художественной ценности, к образцам старины, да едва ли и будем в состоянии когда-нибудь создать что-либо подобное.
В повседневной жизни мы начинаем уже терять и это чувство необходимости художественного зодчества. Мы относимся всё равнодушнее и к нововоздвигаемому, и к порче старинного. И вот мы застраиваем, надстраиваем, совсем рушим образцы огромной ценности и красоты и воздвигаем, полные кошмарного безвкусия, новые здания.
— Лукомский Г. К. Вологда в её старине. Вместо предуведомления

## Отзывы современников
Издание имело несомненный успех у критики — отзывы о нём были помещены как в специальных художественных журналах, так и в общей прессе, столичной и провинциальной. Среди опубликовавших отзывы изданий были: «Старые годы», «Аполлон», «Русский библиофил», «Архитектурный еженедельник», «Зодчий», «Современник», «Исторический вестник», «Русский экскурсант», «Известия Архангельского общества изучения Русского Севера», «Известия Вологодского общества изучения Северного края», «Речь», «Новое время», «Вологодский листок», «Киевская мысль», «Русская школа», «Северные записки» и другие.

…выполнена трудная, кропотливая, «черновая» работа по своду разбросанных по Вологде, её закоулкам и окрестностям, драгоценных остатков истории и творчества — в единый м у з е й (и поражаешься — каким обильным, настойчиво требующим изучения музеем оказалась Вологда!).
— журнал «Аполлон» (ХЛ) № 1, 1915 г.

Люди, подобные Г. К. Лукомскому, ценны как двигатели искусствознания. Пусть его труды далеки от совершенства, но закваска их — эта бурливая, крепкая, не русская закваска — превосходна. Лукомский был бы хорошим «бродильным» началом в нашей художественной музейной жизни. Так любить искусство, как любит Г. К., — не все могут. Не только кабинетная работа или работа в приятном поэтическом одиночестве знакома ему, но и шумная, требующая огромных нечеловеческих усилий работа, рассчитанная на много сильных плеч! И это делает он ради горячо любимого искусства. Bo многом Г. К. явился первооткрывателем, пионером. Не ему ли мы обязаны открытием «художественной провинции», не в его ли трудах познали мы прелесть доморощенного искусства русской глуши и первоклассные творения харьковских усадеб и многое другое, что не перечтёшь и не запомнишь? И до сих пор его некоторые статьи и книги часто служат нам или справочником, или исходным пунктом в продолжении работ по русскому зодчеству.
— Голлербах Э. Ф. Георгий Крескентьевич Лукомский. Материалы к библиографии и каталог выставки

## Значение в конце XX — начале XXI века
В конце XX века книга выдержала несколько переизданий, в том числе как репринт в конце 1980-х и 1991 году (последний — тиражом 50 000 экземпляров), и через сто лет являясь одним из ценных источников информации и популярных путеводителей по Вологде.

Для большинства ценителей художественной культуры Русского Севера путь к ней зачастую открывался с небольшой, но очень изящно оформленной книги «Вологда в её старине», изданной в Санкт-Петербурге в 1914 году…
Прошло почти сто лет со времени издания СКЛИИ книги Г. К. Лукомского «Вологда в её старине», но она не потеряла своего познавательного и общехудожественного интереса. В последующих публикациях были уточнены или даже опровергнуты какие-то детали и факты, но до сих пор у нас нет другого столь же объёмного и увлекательного путеводителя по вологодским храмам, монастырям и окружавшим город дворянским усадьбам. К нашему несчастью, многое из опубликованного в книге мы уже не увидим никогда: ни соборов на Сенной площади, ни резных барочных иконостасов с царскими вратами, украшенными почти круглой деревянной скульптурой, ни ветряных мельниц в окрестностях города.
— Воропанов В. В. Георгий Лукомский — исследователь вологодской старины